# Rhyncholampas
Genre
Synonymes
- sous-genre Rhyncholampas (Galerolampas) Cotteau, 1889[1]

Rhyncholampas est un genre d'oursins dits « irréguliers », de la famille des Cassidulidae.

## Description et caractéristiques
Les Cassiduloida sont des oursins irréguliers, au corps légèrement ovoïde ; leur bouche est avancée vers un côté, dépourvue de lanterne d'Aristote, leur face aborale est convexe et leur face orale plane.
Les oursins de ce genre ont un petit test ovale et légèrement aplati, s'élargissant vers l'arrière avec une face orale plate. On les distingue des Cassidulus par leur test plus grand et plus large, les pétales lancéolés, un périprocte généralement plus postérieur, et des phyllodes plus développés. Echinolampas est un autre genre très proche, mais avec un périprocte inframarginal.
Ce genre semble être apparu au Crétacé supérieur, et il n'en subsiste qu'une seule espèce actuelle, Rhyncholampas pacificus.

## Liste des espèces
Selon World Register of Marine Species (10 septembre 2020) :
- Rhyncholampas anceps Lambert, 1933 †
- Rhyncholampas ayresi Kier, 1963 †
- Rhyncholampas candidoi Garrafielo Fernandes & Carreira Morais, 1994 †
- Rhyncholampas cervantesi Sánchez Roig, 1949 †
- Rhyncholampas chipolanus Oyen & Portell, 1996 †
- Rhyncholampas gouldii †
- Rhyncholampas magnei Castex, 1947 †
- Rhyncholampas pacificus (A. Agassiz, 1863) -- Pacifique est
- Rhyncholampas rodriguezi Lambert & Sánchez Roig in Sánchez Roig, 1926 †
- Rhyncholampas smithi Srivastava, Singh, Tiwari & Jauhri, 2008 †
- Rhyncholampas strougoi Azab & Elattaar, 1999 †
- Rhyncholampas tuderi Lambert, 1937 †

Rhyncholampas pacificus